# Autódromo Ciudad de La Rioja
El Autódromo Ciudad de La Rioja es un circuito de carreras ubicado en las afueras de la Ciudad de La Rioja, en la provincia homónima, Argentina. Se encuentra cerca del aeropuerto, en una zona muy árida, y enmarcado por bellas montañas que le dan un aspecto natural al trazado de 3.266,13 m . Se trata de un circuito trabado, con muchas curvas y sectores mixtos, lo que lo hacen difícil y exigente para los pilotos, con curvas de baja marcha. Suele recibir al Top Race V6 y Juniors, Turismo Nacional Clases 2 y 3, TC 2000, Formula Renault 2.0.
En la actualidad está administrado por el Auto Club La Rioja.